# Тераантикліналь

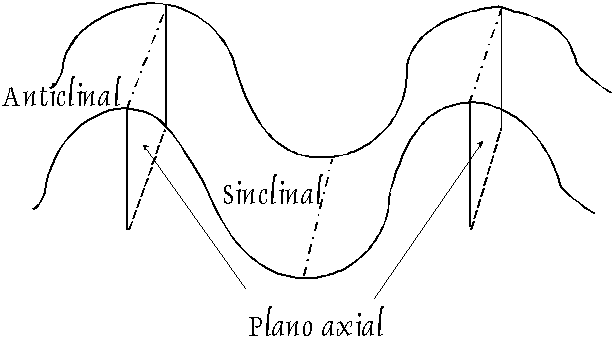
.

Тераантикліналь (рос. терраантиклиналь, англ. terraanticline, нім. Terraantiklinale f, Terraantiklinalfalte f) – підняття фундаменту, яке розділяє терасинкліналі і не має осадів. 